# Douvrin-Motor
Der Douvrin-Motor ist ein Vierzylinder-Verbrennungsmotor für Automobile, der von 1977 bis 1997 von der La Française de Mécanique, einem Gemeinschaftsunternehmen von Renault und der Groupe PSA (Peugeot), in Haisnes bei Douvrin hergestellt wurde. Der Motor wird auch „J-Motor“ genannt.
Der Motor ist wassergekühlt. Motorblock und Zylinderkopf bestehen aus Aluminium. Die Kurbelwelle ist 5-fach gelagert. Die Nockenwelle ist im Zylinderkopf und wird mit einem Zahnriemen angetrieben. Der Motor wurde als Otto- oder Dieselmotor gebaut, mit 8 und 12 Ventilen. Es gab auch Ausführungen mit Turbolader. Der Hubraum beträgt 2,0 oder 2,2 Liter.

## Geschichte
Der Douvrin-Motor wurde 1977 der Presse vorgestellt. Chefentwickler war Jean-Jacques His, der auch Vater von Formel-1-Motoren war, mit denen unter anderem Ferrari ausgestattet wurde. Einer der ersten Wagen mit dem Douvrin-Motor war der Renault 20 TS. 
1979 hatte die Société Française de Mécanique den ersten Dieselmotor vorgestellt, den Typ J8S, der zunächst im Renault 20 zum Einsatz kam. Der Dieselmotor konnte auf denselben Vorrichtungen wie der Ottomotor produziert werden und wog nur 32 kg mehr als dieser. Der Hub wurde durch eine andere Kurbelwelle aus Kugelgraphitguss von 82 auf 89 mm vergrößert, während die Bohrung von 88 auf 86 mm zurückgenommen wurde, um die Zylinderwand zu verstärken und genügend Auflagefläche für die im Dieselmotor stärker beanspruchte Zylinderkopfdichtung zu bieten. Hinzu kamen die im Zylinderkopf eingesetzten Vorkammern und eine Verteilereinspritzpumpe von Bosch, die ebenfalls vom Zahnriemen der Nockenwelle angetrieben wurde. Schließlich musste noch das Kühlsystem an die größeren Betriebstemperaturen angepasst werden.
1980 bekam der Renault 18 ebenfalls den Dieselmotor 852 (J8S), einige Monate später, im August 1980, den 2,2-Ottomotor Typ 851 (J6T) im Renault 20 TX. Im selben Jahr erschien der Renault 20 Turbodiesel mit dem Motor J8S Turbo. Ein Jahr später folgte der Renault 30 Turbodiesel mit dem gleichen Motor, Ende 1983 der Renault 25 und zwei Jahre danach der Renault 21. Die letzten beiden Modelle bekamen wahlweise die 2,0- und 2,2-Liter-Ottomotoren mit Einspritzanlage unter den Bezeichnungen J7R und J7T. Die Versionen R25 TS und GTS behielten den J6R-Motor mit Vergaser. Der Motor J7T im R25 war mit 90 kW (123 PS) (als J7T 706 oder J7T 707 für Automatikgetriebe). Im September 1986 wurde die Leistung auf 93 kW (126 PS) gesteigert, die Motoren hießen nun J7T730 (für Schaltgetriebe) und J7T731 (für Automatikgetriebe). Es gab dann noch Ausführungen mit Katalysator und 81 kW (110 PS; Modelle J7T 708 und J7T 732).
Die Nutzfahrzeuge Renault Trafic und Renault Master Master bekamen den 2,0-Liter-Motor mit einfachem Vergaser als J5R. Die letzten Trafic bis 1997 bekamen einen J7T mit nur 74 kW (101 PS).
Im August wurde der Renault 21 Turbo mit 2 Litern Hubraum und 129 kW (175 PS) vorgestellt. Der Motor heißt J7R-752.
Im Winter 1988 (Modelljahr 1989) kam der Zylinderkopf mit 12 Ventilen, der im Renault 21 TXI und im Renault 25 TXI eingebaut wurde. Dieser Motor wurde außerdem ab Mitte 1991 im Renault Espace II verwendet und in der ersten Serie des Renault Safrane, Modelljahre 1992 bis 1996.
Das Ende des Douvrin-Motors kam mit schärferen Gesetzen gegen Umweltverschmutzung.
Peugeot hat den Douvrin-Motor im Peugeot 505 und im Citroën CX (Modelle Reflex, Athéna, Leader, 20RE, 20TRE und 22TRS) eingesetzt; dort bekam er einen Doppelvergaser. Auch der Talbot-Matra Murena sollte mit dem Motor ausgestattet werden, aber Renault hat sich letztlich dagegen entschieden, da der Motor stattdessen im neuen Fuego verwendet werden sollte.
Die Douvrin-Dieselmotoren (J8S) wurden nicht von Peugeot verwendet.

## Ausführungen
Gemäß Werkstatthandbuch Renault für den Motor J. (französische Ausgabe)
|                                  | Essences              | Essences        | Diesel           |
| Type                             | 829 – J5R – J6R – J7R | 851 – J6T – J7T | 852 – J8S – J8ST |
| -------------------------------- | --------------------- | --------------- | ---------------- |
| Hubraum (cm³)                    | 1995                  | 2165            | 2068             |
| Bohrung (mm)                     | 88                    | 88              | 86               |
| Hub (mm)                         | 82                    | 89              | 89               |
| Leistung (DIN-PS)                | 80–175                | 100–141         | 60–92            |
| Anzahl der Zähne des Zahnriemens | 116                   | 118             | 148              |